# Dendrophylliidae
Dendrophylliidae é uma família de cnidários antozoários da subordem Dendrophylliina, ordem Scleractinia.

## Géneros
- Astroides Quoy & Gaimard, 1827
- Balanophyllia Wood, 1844
- Bathypsammia Marenzeller, 1906
- Cladopsammia Lacaze-Duthiers, 1897
- Dendrophyllia Blainville, 1830
- Dichopsammia Song, 1994
- Duncanopsammia Wells, 1936
- Eguchipsammia Cairns, 1994
- Enallopsammia Michelotti in Sismonda, 1871
- Endopachys Lonsdale, 1845
- Endopsammia Milne-Edwards & Haime, 1848
- Heteropsammia Milne-Edwards & Haime, 1848
- Leptopsammia Milne-Edwards & Haime, 1848
- Notophyllia Dennant, 1899
- Psammoseris Milne-Edwards & Haime, 1851
- Rhizopsammia Verrill, 1870
- Thecopsammia De Pourtalès, 1868
- Trochopsammia De Pourtalès, 1878
- Tubastraea Lesson, 1829
- Turbinaria Oken, 1815